# Lindsdals Idrottsförening
O Lindsdals Idrottsförening, ou simplesmente Lindsdals IF, é um clube de futebol da Suécia fundado em 26 de julho de 1926. Sua sede fica localizada em Lindsdals.